# Kuai Dafu
Kuai Dafu (chin. 蒯大富; * 13. September 1945 in der Provinz Jiangsu im Kreis Binhai) war einer der fünf großen Studentenführer, die in der Kulturrevolution Chinas die Roten Garden anführten.

## Leben

### Jugend
Seine Eltern waren Bauern und Mitglieder der Kommunistischen Partei Chinas. 1953 kam Kuai Dafu mit acht Jahren an die Schule. Sein Vater unterstützte und unterrichtete ihn auch daheim, so dass Kuai Dafu ein guter Schüler wurde und auch später auf der Mittelschule gute Noten bekam. 1960 ging Kuai Dafu auf die Oberschule. Er lernte fleißig, war aber kein Bücherwurm und nahm an Veranstaltungen teil, die von der Schule organisiert wurden. Später nahm er an diesen nicht nur teil, sondern organisierte sie mit. Hier trat er auch der Kommunistischen Jugendliga (chin. 共青团) bei.
1963 schloss er erfolgreich die Oberschule ab und schrieb sich im September an der Qinghua-Universität in Peking (北京) ein. Hier fing er das Studium der technischen Chemie an. Er organisierte weiterhin Veranstaltungen und Aktivitäten, die bei den Studenten beliebt waren. So bildete sich ein Aktivistenkreis um Kuai Dafu, in dem er das Sagen hatte. Viele Studenten hörten auf ihn, was ihm später in der Kulturrevolution auch ermöglichte schnell eine Rebellenarmee aufzustellen, die ihm untergeben war.

### Kulturrevolution
1966 brach die Kulturrevolution (chin. 文化大革命) in China aus. Kuai Dafu versammelte die Studenten, erklärte ihnen seinen Standpunkt zur Kulturrevolution und überzeugte sie davon, dass es für die Studenten notwendig sei bei dieser Revolution mitzumachen. Anfangs trafen sich die Studenten heimlich in kleinen Gruppen. Am 29. Mai 1966 wurden dann die ersten Roten Garden (chin. 红卫兵) zuerst an der Qinghua-Universität organisiert. Doch zum Anführer der Roten Garden wurde Kuai Dafu erst, nachdem Mao ihn auf einer Versammlung zitiert und somit unterstützt hatte.
Um die Kulturrevolution einigermaßen kontrollieren zu können, schickte die KPCh Arbeitergruppen (chin. 工作组) an die Schulen und Universitäten. Diese waren aber bei den Schülern und Studenten sehr unbeliebt. Kuai Dafu sagte diesen Arbeitsgruppen den Kampf an, weswegen er im Juni 1966 aus der Kommunistischen Jugendliga ausgeschlossen wurde. Ende Juli 1966 erklärte Mao Zedong, dass die Arbeitsgruppen die Entwicklung der Kulturrevolution hinderten und dass man stattdessen den Massen allein die Kontrolle übergeben sollte. Kuai Dafu und seine Roten Garden fühlten sich von Mao bestätigt. Die Arbeitsgruppen wurden abgezogen und die Roten Garden formierten sich im ganzen Land.
Kuai Dafu vergrößerte nun die Organisation der Roten Garden an der Qinghua-Universität und gab ihnen den Namen „Kämpfer vom Jinggangshan“ (chin. 井冈山兵团, benannt nach dem Jinggang-Gebirge, Entstehungsort der Volksbefreiungsarmee und Wiege der chinesischen Revolution 1927).
Am 25. Dezember 1966 führte Kuai Dafu über 5000 Menschen von der Qinghua-Universität aus zum Tian’anmen-Platz. Unterwegs riefen sie Parolen wie „Nieder mit Liu Shaoqi!“ oder „Nieder mit Deng Xiaoping!“
Ein anderes Vorgehen war die Belagerung von Zhongnanhai (Regierungsviertel und Hauptquartier der Kommunistischen Partei in Peking). Die Roten Garden hatten Zhongnanhai Tag und Nacht umstellt und forderten die Auslieferung Liu Shaoqis. Als auch das nicht klappte, bediente sich Kuai Dafu einer List. Er rief Wang Guangmei, die Frau Liu Shaoqis an und behauptete, dass ihre Tochter einen Unfall gehabt habe und nun im Krankenhaus sei. So schaffte er es, Wang Guangmei herauszulocken. Kuai Dafu ließ sie von den Roten Garden festnehmen und im April 1967 wurde sie vor einer riesigen Menschenmenge zur Selbstkritik gezwungen, was damals die übliche Praxis war. In diesem Jahr wurde Liu Shaoqi letztendlich festgenommen und starb zwei Jahre später in Haft.
1968 formierte sich eine andere Gruppe Roter Garden an der Qinghua-Universität. Diese Gruppe strebte die Kontrolle der Universität an und stand somit im direkten Gegensatz zu den Roten Garden von Kuai Dafu. Im April 1968 rief Kuai Dafu zum Kampf, der später als Hunderttägiger Kampf an der Qinghua-Universität (chin. 清华百日大武斗) bezeichnet wurde. Bei diesem Kampf wurden auf beiden Seiten viele Menschen getötet oder verletzt.
Um diese Kämpfe zu unterbinden, schickte Mao Teams der Arbeiterklasse (chin. 工宣队), die sein Politisches Denken vertreten sollten, an die Schulen und Universitäten. Diese Teams wurden von der Volksbefreiungsarmee unterstützt. Als Kuai Dafu davon erfuhr, schlug er der anderen Gruppe Roter Garden einen Waffenstillstand vor. Die beiden Gruppen verbündeten sich und riegelten die Universität ab. Als die Arbeiterteams eintrafen, kam es zum Kampf. Fünf Arbeiter wurden getötet und 731 Menschen verletzt. Mao war außer sich als er davon erfuhr.
Am 28. Juli 1968 empfing Mao, Lin Biao und Zhou Enlai die fünf Anführer der Roten Garden Nie Yuanzi, Kuai Dafu, Tan Houlan, Han Aijing und Wang Dabin.
Die Unterredung dauerte ca. fünf Stunden. Der Hauptkritikpunkt war das Verhalten der Roten Garden. Die Idee war natürlich, dass die Roten Garden gehorchen sollten. Der Einzige, den Mao beim Namen nannte, war Kuai Dafu. Das machte die Anschuldigungen für ihn sehr persönlich und er konnte dies lange Zeit nicht vergessen.
Nach dieser Kritik kehrten die fünf Anführer zurück zu ihren Universitäten und befahlen den Roten Garden die Waffen niederzulegen und die Arbeiterteams zu empfangen.
Nach dem Abschluss seines Studiums wurde Kuai Dafu im Dezember 1968 als Umerziehungsmaßnahme zum Arbeiten in eine Aluminiumfabrik in Qingtongxia in das autonome Gebiet Ningxia geschickt. Dort arbeitete er als Elektrolyse-Arbeiter, bis er sich für die Verbrechen in der Kulturrevolution verantworten musste.

### Nach der Kulturrevolution
Die Zeit von 1970 bis 1987 musste Kuai Dafu als Strafe für seine Verbrechen im Gefängnis und Zwangsarbeit in einer Chemiefabrik in Peking verbringen. Des Weiteren durfte er vier Jahre lang sein politisches Wahlrecht nicht nutzen. Nachdem er 1987 entlassen worden war, ging er wieder in die Aluminiumfabrik und arbeitete dort weiter. Dort lernte er auch seine Frau Luo Xiaobo kennen. Die beiden heirateten im August 1988 in Nanking (Nanjing). Kuai Dafu entsagte seinem rebellischen Charakter und konzentrierte sich auf das Familienleben. 1992 zog die Familie mit der kleinen Tochter in die Stadt Penglai in der Provinz Shandong.
Seit 1993 arbeitet Kuai Dafu in einer Internetfirma in Peking.